# Tadeusz Pluciński (wojskowy)
Tadeusz Wacław Stanisław Pluciński (ur. 15 października 1893 w Węgorzewie, zm. wiosną 1940 w Charkowie) – kapitan administracji (artylerii) Wojska Polskiego, działacz niepodległościowy, ofiara zbrodni katyńskiej.

## Życiorys
Urodził się 15 października 1893 w Węgorzewie, w ówczesnym powiecie gnieźnieńskim rejencji bydgoskiej, w rodzinie Wacława i Kazimiery z Masłowskich.
W latach 1914–1918 walczył w szeregach armii niemieckiej. W latach 1919–1920 wziął udział w powstaniu wielkopolskim oraz wojnie z bolszewikami.
Po zakończeniu działań wojennych został przydzielony z 68 pułku piechoty we Wrześni do 17 Dywizji Piechoty w Gnieźnie na stanowisko II oficera sztabu. 3 maja 1922 został zweryfikowany w stopniu porucznika ze starszeństwem od 1 czerwca 1919 i 828. lokatą w korpusie oficerów piechoty. W 1924 wrócił do macierzystego pułku. 1 grudnia 1924 prezydent RP nadał mu stopień kapitana z dniem 15 sierpnia 1924 i 350. lokatą w korpusie oficerów piechoty. W 1925 ukończył Szkołę Młodszych Oficerów Artylerii w Toruniu. Później został przeniesiony do korpusu oficerów artylerii z równoczesnym przeniesieniem do 17 pułku artylerii polowej w Gnieźnie. Z dniem 1 kwietnia 1930 został przydzielony na pięciomiesięczny kurs dowódców dywizjonów w Centrum Wyszkolenia Artylerii w Toruniu. We wrześniu tego roku, po ukończeniu kursu, został przeniesiony z 17 pap do CWArt. w Toruniu. W marcu 1932 został przeniesiony do 2 dywizjonie artylerii konnej w Dubnie. W marcu 1939 w dalszym ciągu pełnił służbę w 2 dak na stanowisku II zastępcy dowódcy dywizjonu (kwatermistrza). W tym czasie był już przeniesiony do korpusu oficerów administracji (grupa administracyjna). 
We wrześniu 1939 był przydzielony do Ośrodka Zapasowego Artylerii Konnej nr 2 w Zamościu, a po agresji ZSRR na Polskę dostał się do niewoli sowieckiej i osadzono go w obozie w Starobielsku. Wiosną 1940 został zamordowany przez funkcjonariuszy NKWD w Charkowie i pogrzebany w bezimiennej, zbiorowej mogile w Piatichatkach, gdzie od 17 czerwca 2000 mieści się oficjalnie Cmentarz Ofiar Totalitaryzmu w Charkowie. Figuruje na tzw. liście Gajdideja (poz. 2510).
5 października 2007 minister obrony narodowej Aleksander Szczygło mianował go pośmiertnie na stopień majora. Awans został ogłoszony 9 listopada 2007 w Warszawie, w trakcie uroczystości „Katyń Pamiętamy – Uczcijmy Pamięć Bohaterów”.

## Ordery i odznaczenia
- Krzyż Niepodległości – 20 lipca 1932 „za pracę w dziele odzyskania niepodległości”[22][2][23][24]
- Krzyż Walecznych dwukrotnie[18]
- Srebrny Krzyż Zasługi[18]